# 真·三國無雙 (電影)
《真·三國無雙》（日語：映画 真・三國無双）是一部2021年上映的香港和中国大陆合拍的動作電影，由日本光荣特库摩正式授權，周顯揚執導，杜緻朗監製及編劇，該片改編自日本光荣特库摩的同名電子遊戲。古天樂、王凱、楊祐寧、張建聲领衔主演，劉嘉玲特别演出，韓庚友情出演，呂良偉、林雪、鄂靖文、羅家英、杨紫彤和古力娜扎等主演。

## 播出时间及平台
| 频道                                 | 所在地区                                       | 播映日期     | 播出时间      |
| 腾讯视频 爱奇艺 优酷 芒果TV 南瓜电影 | 中国大陆                                       | 2021年5月6日 | 16:00正式播映 |
| Netflix                              | 美国、 英国、 欧盟 · 日本、 香港、 澳門、 臺灣 | 2021年7月1日 | 15:00正式播映 |

## 故事
兩千多年前的中國大地有一種神秘的力量——無雙，武將擁有它可以一人斬殺千軍萬馬，控制住無雙的人被稱為無雙英雄。東漢末年，政治腐敗，以致民間爆發了黃巾起義，朝廷束手無策，生活窘迫的草民劉備僅帶著馬夫關羽和屠夫張飛就平定了黃巾亂賊，不料卻被貪官陷害，反遭到朝廷士兵追殺。
此時董卓趁機入京霸佔朝野，引起新一輪天下動盪，無名小官曹操看不慣朝野上下的懦弱，冒著生命危險，獨自前去刺殺董卓，雖然失敗卻一石激起千層浪，十八路諸侯紛紛起兵，建立盟軍伐董，曹操也招兵買馬，組建了自己的軍隊參與其中。劉關張雖然只有三人也自願參與會盟，隨即遭到眾諸侯的嘲笑，唯獨曹操欣賞劉備，兩人從不相識到惺惺相惜......關羽斬華雄後，眾諸侯因懼怕天下第一無雙神兵呂布而四散奔逃，只有劉、關、張、曹四人決意一起面對，一場英雄之間的對決後，三國時代就此拉開序幕。

## 事典
片中涉及的《三國演義》事典，按時間順序排列，分別為广宗之战、怒鞭督邮、孟德献刀、矯詔、美人連環计、温酒斩华雄、虎牢关之战、三英战吕布、煮酒论英雄。

## 演員
- 注：日语吹替版除了曹操、华雄以及原创角色以外的所有人物都是由游戏版的原声优出演。

| 演員     | 角色     | 介紹                                                     | 粵語配音 | 国語配音 | 日語配音   |
| 古天樂   | 呂布     | 字奉先，董卓的义子，中郎將，武器为方天戟。               | 原聲     |          | 稻田徹     |
| 王凱     | 曹操     | 字孟德，驍騎校尉，武器为将剑。                           | 黎耀祥   | 原聲     | 深川和征   |
| 楊祐寧   | 劉備     | 字玄德，喜縣縣尉，武器为雙股劍。                         | 周顯揚   | 原聲     | 遠藤守哉   |
| 古力娜扎 | 貂蟬     | 王允的养女，後嫁給董卓。                                 | 謝依晴   | 原聲     | 小松里歌   |
| 劉嘉玲   | 鑄劍堡主 | 原創人物。為呂布、曹操、劉備、關羽及張飛提供神兵利器。   | 原聲     | 原聲     | 西村野歩子 |
| 韓庚     | 關羽     | 字雲長，劉備的結拜二弟，武器为偃月刀。                   | 譚俊彥   | 原聲     | 増谷康紀   |
| 呂良偉   | 袁紹     | 字本初，十八路諸侯盟主。                                 | 原聲     |          | 龍谷修武   |
| 林雪     | 董卓     | 字仲穎，吕布的義父，相国。                               | 原聲     |          | 堀之紀     |
| 張建聲   | 張飛     | 字翼德，劉備的結拜三弟，武器为双矛。                     | 葉振聲   |          | 掛川裕彥   |
| 姜皓文   | 張角     | 太平道教主，黃巾軍天公將軍。                             | 原聲     |          | 川津泰彥   |
| 張兆輝   | 陳宮     | 字公台，中牟縣縣令。                                     | 原聲     |          | 宮崎寛務   |
| 羅家英   | 呂伯奢   | 曹操的叔父，全家被曹操滅口。                             | 原聲     |          | 小磯一齊   |
| 秦沛     | 王允     | 字子師，貂蟬的義父，司徒。                               | 原聲     |          | 相樂真太郎 |
| 楊紫彤   | 靈懷皇后 | 漢獻帝劉協之生母，被董卓姦污                             |          |          |            |
| 王弈琨   | 劉協     | 字伯和，漢獻帝，陳留王。靈懷皇后之子。                   |          |          |            |
| 璀璨     | 劉辯     | 漢少帝，何皇后之子，被董卓廢黜皇位。                     |          |          |            |
| 陳之輝   | 王匡     | 字公節，河内太守，十八路諸侯。                           |          |          |            |
| 王志華   | 曹嵩     | 字巨高，曹操的父亲。                                     |          |          |            |
| 王梓軒   | 曹仁     | 字子孝，曹操的從兄弟。                                   | 原聲     |          | 江川央生   |
| 晋松     | 华雄     | 董卓的大将，西涼第一勇士，被关羽斬殺。                   | 譚漢華   |          | 西村健志   |
| 袁文康   | 孫堅     | 字文台，江東乌程侯，長沙太守，十八路諸侯。武器为九环刀。 | 鄧肇基   |          | 德山靖彥   |
| 王鑫     | 孫策     | 字伯符，孫堅的長子，武器为旋棍。                         |          |          | 河内孝博   |
| 盧展翔   | 孫權     | 字仲謀，孫堅的次子。                                     |          |          | 菅沼久義   |
| 楊皓宇   | 公孫瓚   | 字伯圭，劉備的同學，北平太守，十八路諸侯。               | 李家傑   |          |            |
| 李凱賢   | 袁术     | 字公路，袁紹的兄弟，南阳太守，十八路諸侯。               |          |          | 平井启二   |
| 法智遠   | 俞涉     | 袁术的大將，被華雄斬殺。                                 |          |          |            |
| 張博豪   | 潘鳳     | 韓馥的上將，被華雄斬殺。                                 |          |          |            |
| 張藝騫   | 李儒     | 字文優，董卓的謀士。                                     | 盧志偉   |          |            |
| 宋撼寰   | 袁宸     | 原創人物，袁紹的謀士。                                   |          |          |            |
| 鄂靖文   | 村姑     | 原創人物，出賣被董卓追捕的曹操以換取賞金。               |          |          |            |
| 宁小花   | 督郵     | 冀州督郵，因貪污而被張飛鞭打。                           | 黃志明   |          | 龍門睦月   |
| 陽光     | 丁原     | 字建陽，并州刺史，呂布的養父，被呂布殺害。               |          |          |            |
| 周显扬   | 城门守军 | 原創人物，刁難參加十八路諸侯會盟的劉備、關羽及張飛。     | 原聲     |          |            |

## 歌曲
| 曲序 | 曲目                           | 歌手   |
| ---- | ------------------------------ | ------ |
| 1.   | 《烽烟四起》（国语）（推广曲） | 胡彦斌 |

## 製作
2016年3月15日，HMV數碼中國集團和遊戲製作人鈴木亮浩在第20屆香港國際影視展上宣布，日本電子遊戲《真·三國無雙》將由香港改編成真人電影。該片由周顯揚執導，杜緻朗身兼監製和編劇，並預定於2017年上映。2017年7月8日，HMV數碼中國集團主席蕭定一在微博上透露，該真人電影預計於7月11日開拍，蕭定一還表示，自己曾在四年前與光荣特库摩交涉，以取得改編權。2017年7月11日，蕭定一透露，韓庚和王凱確認參演；且據傳古天樂、楊佑寧和古力娜扎也會參與演出。
電影請來屢獲香港電影金像獎及台灣電影金馬獎提名的設計師吳寶玲設計，她表示為三國各路英雄設計的戰甲，要配合演員拍攝騎馬、跳躍及打鬥等動作鏡頭，當中以古天樂的「呂布」及林雪的「董卓」兩個角色之戰甲造型最為複雜及成本最貴。劇組所訂製的戲服及兵器耗資達近1千萬港幣。
2017年9月28日，宣布電影已經拍攝了六十三天，接下來將會前往紐西蘭取景。劇組於11月起在紐西蘭開拍；周顯揚透露，在中國拍攝期間古天樂的眼睛曾受了傷，但他仍堅持將戲拍完，這敬業的態度讓周顯揚感到敬佩。2017年11月28日，周顯揚宣布，電影《真·三國無雙》已正式殺青，其前期製作花了八個月，而拍攝則共花了五個月，接下來則還要花費長達一年的時間來後製，最終於2020年8月由周顯揚導演宣布後製完成。

## 發行
2018年3月19日，《真·三國無雙》釋出首支預告，透露該片預定於2019年上映的訊息。
2020年8月，導演周顯揚正式對外宣布此片已完成所有的後製，惟因2019冠状病毒病疫情的問題，上映時間需要暫緩。
電影於2021年4月29日在台灣、香港上映。
電影由Netflix購下版權，以一個破華語片紀錄的天價達8位數字購入全球（除中国大陆等地区）版權，2021年7月1日上架。
電影將多襲戲服及戰甲運送回港，由4月1日起至5月9日在尖沙咀iSQUARE的3樓中庭舉行「《真·三國無雙 》展」，展出「呂布」、「曹操」、「劉備」、「關羽」、「張飛」、「董卓」、「貂蟬」、「袁紹」、「孫策」及「孫堅」合共12個角色的戲服、戰甲及兵器，讓香港市民及無雙擁躉先睹為快，感受電影中眾主角在戰場上衝鋒陷陣的英姿。
| 上一届： 《複製人徐福》 | 2021年香港一週票房冠軍 第17-18週 | 下一届： 《感動她77次》 |

## 獎項及提名
| 年份 | 颁奖典礼             | 奖项             | 姓名   | 结果 |
| ---- | -------------------- | ---------------- | ------ | ---- |
| 2022 | 第40屆香港電影金像獎 | 最佳服裝造型設計 | 吳寶玲 | 提名 |

## 備註
1. ↑  該片為古力娜扎繼2016年電視劇《武神趙子龍》後，二度飾演貂蟬一角。
2. ↑  历史上被何皇后毒杀，死于其子劉協登基之前
3. ↑  雖然曹仁從遊戲原作3代開始登場，但該片未根據遊戲造型設計。

## 外部連結
- 香港影庫上《真·三國無雙》的資料（繁體中文）
- 豆瓣电影上《真·三國無雙》的資料 （简体中文）
- 时光网上《真·三國無雙》的資料（简体中文）
- 互联网电影数据库（IMDb）上《真·三國無雙》的资料（英文）